# Zemská armáda

Neoficiální vlajka podzemního polského státu a Zemské armády

Zemská armáda (polsky Armia Krajowa; AK), byla největší podzemní (odbojová) ozbrojená organizace v Polsku v období 2. světové války.

## Historie
Nejprve generál Władysław Sikorski jako vrchní velitel ozbrojených sil v listopadu 1939 ustanovil apolitický Svaz ozbrojeného boje (Związek Walki Zbrojnej, ZWZ), který působil na polském území okupovaném Německem i Sovětským svazem. V roce 1942 se ZWZ spojil s dalšími odbojovými organizacemi a vznikla Zemská armáda (Armia Krajowa).
Hlavním úkolem AK bylo vedení ozbrojeného boje proti německým okupantům a příprava na celopolské povstání, které mělo vypuknout ve vhodném okamžiku.
Zemská armáda se skládala ze sedmi odborů: Informační, Organizačně-výzvědný, Školící, Ubytovací, Spojovací, Informace a propagandy, Finanční. Měla také vlastní duchovenstvo. V lednu 1943 byla vytvořena zvláštní jednotka Kedyw (z polských slov kierownictwo dywersji – diverzní ústředí), která prováděla diverzní a zvláštní akce.

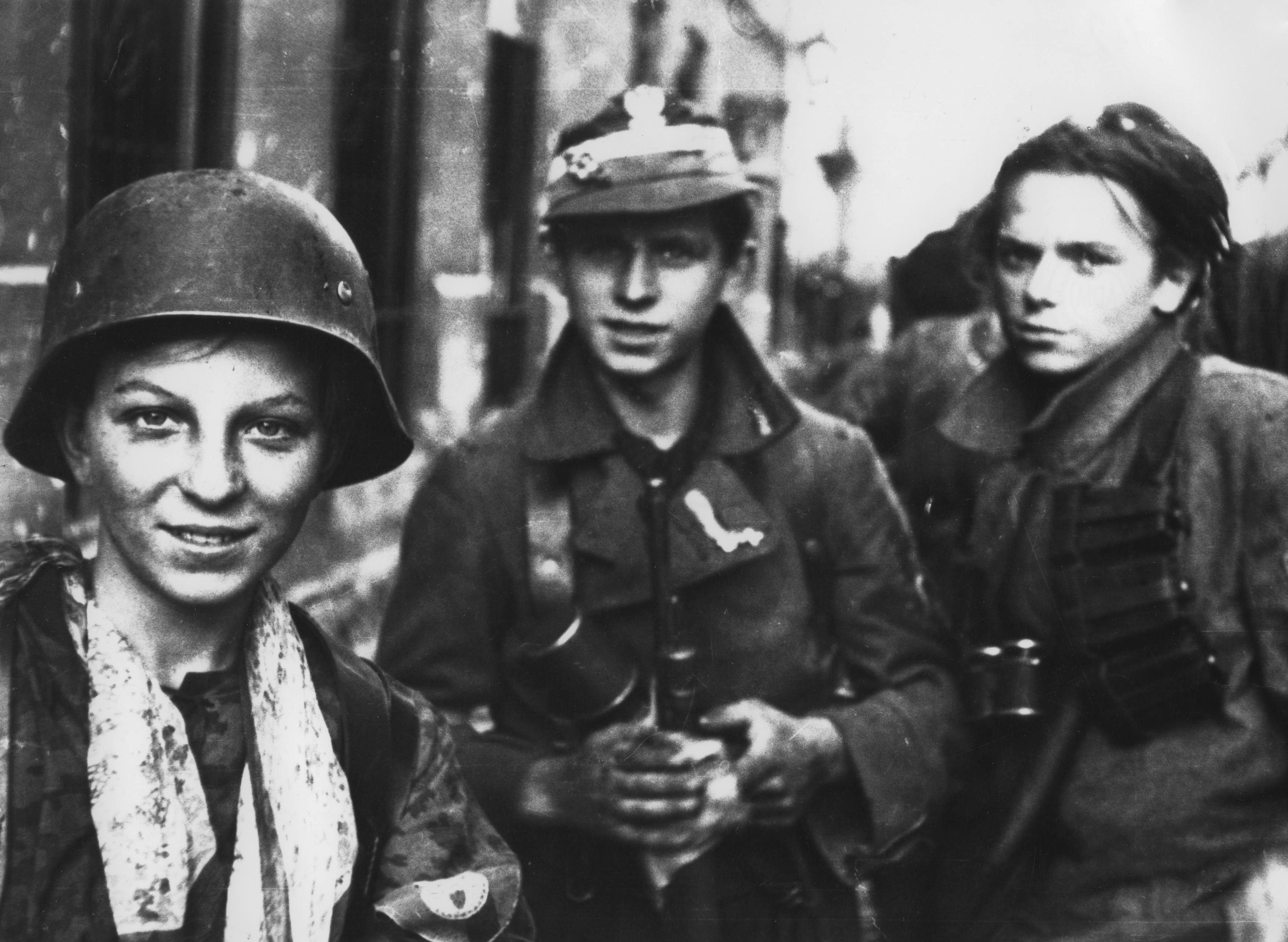
Varšavští povstalci

AK si opatřovala zbraně a vybavení bojovými akcemi (německá výbava) a vlastní tajnou produkcí.
V roce 1944 měla Zemská armáda skoro 200 000 příslušníků, z toho 20 000 partyzánů v terénu, tedy opravdových vojáků. Ostatní plnili úkoly spojené s rozvědkou či sběrem informací, školeními, propagandou, apod. V čase maximální bojové schopnosti (léto 1944) síly Zemské armády představovaly asi 380 000 osob, z toho 10 000 důstojníků. Předválečný důstojnický kádr byl doplňován absolventy tajných kursů a výsadkáři (tzv. cichociemni). Během Varšavského povstání bojovalo 30 000 příslušníků v uniformách nebo alespoň s červeno-bílou páskou (polské národní barvy) na paži, byli tedy pravidelnou armádou a Němci (ač neradi) s nimi po kapitulaci museli jednat podle konvencí o válečných zajatcích.
Ztráty: asi 100 000 padlých, 50 000 deportovaných do SSSR a uvězněných.
Když na předválečné území Polska začala na jaře 1944 vstupovat Rudá armáda, skončila okupace hitlerovského Německa, ale začal teror sovětského NKVD a později polského Úřadu bezpečnosti (Urząd Bezpieczeństwa, polský ekvivalent NKVD). Zemská armáda byla totiž ozbrojenou paží exilové polské vlády, která se nevzdala východních částí Polska (jež zabral Sovětský svaz) a nesouhlasila s tím, aby Polsko bylo podřízené Moskvě. Proto Josif Vissarionovič Stalin nařídil Zemskou armádu zničit.

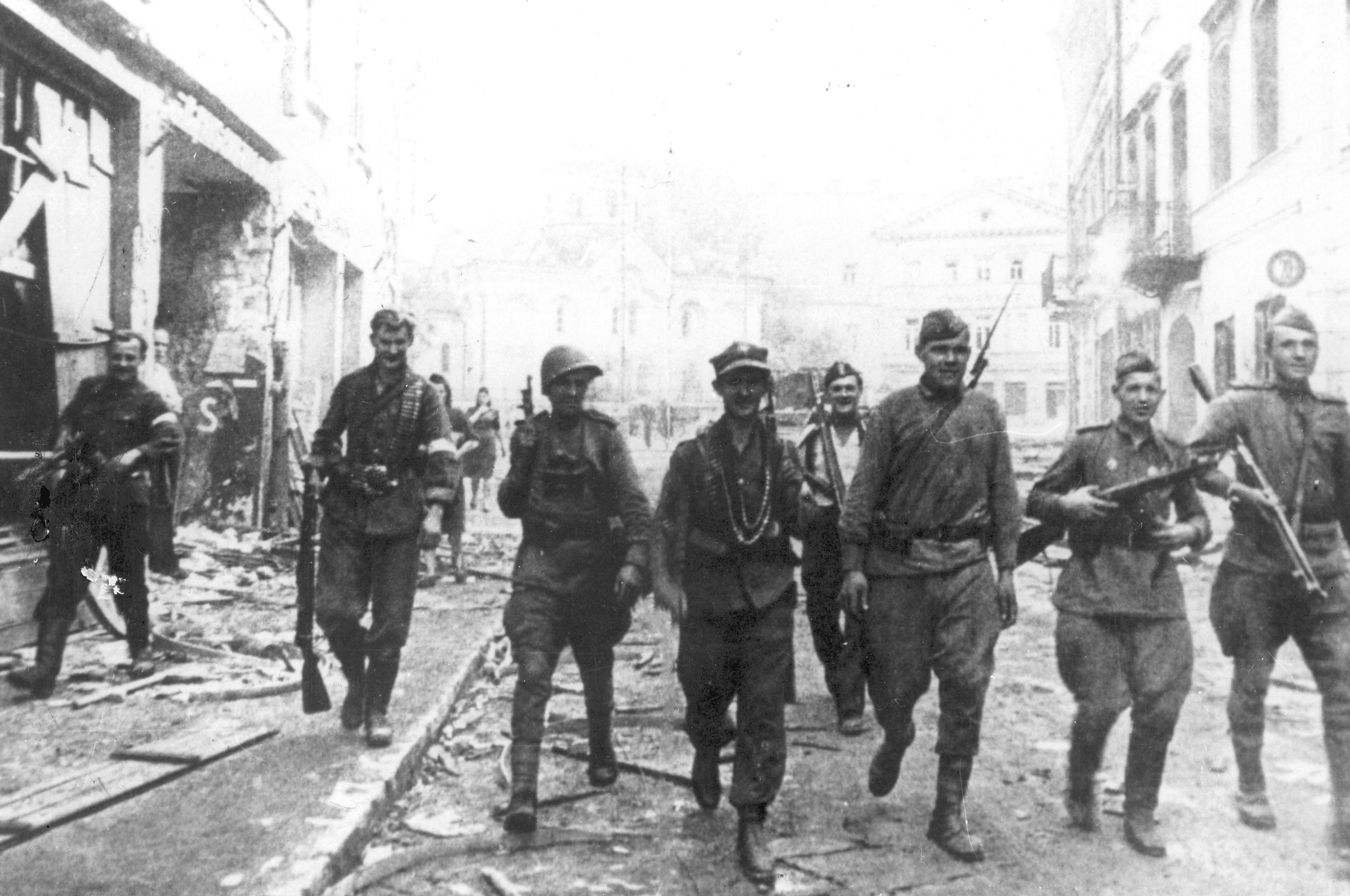
Vojáci Rudé armády společně s členy Zemské armády v ulicích Vilniusu, 13. července 1944

Hlavní velitel Zemské armády Leopold Okulicki alias Niedźwiadek vydal 19. ledna 1945 rozkaz, kterým Zemskou armádu rozpouštěl, ale část příslušníků Zemské armády odmítla provést demobilizaci a pokračovala v boji v rámci Hnutí odporu Zemské armády (Ruch Oporu Armii Krajowej), Sdružení Svoboda a nezávislost (Zrzeszenia Wolność i Niezawisłość) a dalších organizací až do roku 1948.
Příslušníci Zemské armády byli hromadně pronásledováni komunistickými úřady po celé období stalinismu. Po roce 1956 komunistická propaganda začala hlásat, že mladí vojáci Zemské armády sice hrdinně bojovali, ale byli hanebně klamáni zločinnými zpátečníky ve vyšším velení a exilovou londýnskou vládou.

### Historie v datech
- 27. září 1939 – ustavena Služba vítězství Polska (Służba Zwycięstwu Polski)
- 13. listopadu 1939 – SWP přejmenována na Svaz ozbrojeného boje (Związek Walki Zbrojnej)
- 14. února 1942 – rozkazem Hlavního velitele Polských ozbrojených sil – gen. Władysława Sikorského – na Zemskou armádu (Armia Krajowa)
- 19. ledna 1945 rozpuštění Zemské armády

Zemská armáda pocházela hlavně ze Svazu ozbrojeného boje (Związek Walki Zbrojnej) a Polského povstaleckého svazu (Polski Związek Powstańczy), ale připojilo se i mnoho menších podzemních organizací, např.:
- Národní vojenská organizace (Narodowa Organizacja Wojskowa) – od roku 1942 (částečně)
- Konfederace národa (Konfederacja Narodu) – od srpna 1943
- Národní ozbrojené síly (polsky Narodowe Siły Zbrojne) – od roku 1944 (částečně)

## Hlavní velitelé
Velitel Zemské armády byl podřízen vrchnímu veliteli polských ozbrojených sil v zahraničí. Tuto funkci vykonávali:
- Stefan Rowecki, alias Grot – od 14. února 1942 do 30. června 1943, kdy byl zatčen gestapem
- Tadeusz Komorowski, alias Bór – od 30. června 1943 do 2. října 1944, kdy po kapitulaci Varšavského povstání šel do německého zajetí
- Leopold Okulicki, alias Niedźwiadek – od října 1944 do rozpuštění Zemské armády 19. ledna 1945, zatčen sovětskými orgány

## Struktura
Územní organizace se dělila na oblasti (Białystok, Lvov, pravobřežní a levobřežní Varšava, západ) a samostatné okruhy pro větší města. Menšími jednotkami byly podokruhy, obvody a inspektoráty. Zemská armáda měla své struktury i v Maďarsku a v Berlíně.